# Reprezentacja Korei Północnej w piłce nożnej kobiet
Reprezentacja Korei Północnej w piłce nożnej kobiet – reprezentacja Korei Północnej piłkarek nożnych, sterowana przez DPR Korea Football Association. Jest powoływana przez selekcjonera, w niej występować mogą wyłącznie zawodniczki posiadające obywatelstwo północnokoreańskie.

## Udział w turniejach międzynarodowych

### Mistrzostwa świata
Dotychczas żeńskiej reprezentacji Korei Północnej cztery razy udało się awansować do finałów mistrzostw świata. Po raz pierwszy startowała w turnieju w 1999 roku. Najlepszym jej wynikiem jest ćwierćfinał w 2007 roku.
| Rok   | Runda                      | M                          | W                          | R                          | P                          | GZ                         | GS                         |
| ----- | -------------------------- | -------------------------- | -------------------------- | -------------------------- | -------------------------- | -------------------------- | -------------------------- |
| 1991  | Nie zakwalifikowała się    | Nie zakwalifikowała się    | Nie zakwalifikowała się    | Nie zakwalifikowała się    | Nie zakwalifikowała się    | Nie zakwalifikowała się    | Nie zakwalifikowała się    |
| 1995  | Nie brała udziału          | Nie brała udziału          | Nie brała udziału          | Nie brała udziału          | Nie brała udziału          | Nie brała udziału          | Nie brała udziału          |
| 1999  | Faza grupowa               | 3                          | 1                          | 0                          | 2                          | 4                          | 6                          |
| 2003  | Faza grupowa               | 3                          | 1                          | 0                          | 2                          | 3                          | 4                          |
| 2007  | Ćwierćfinał                | 4                          | 1                          | 1                          | 2                          | 5                          | 7                          |
| 2011  | Faza grupowa               | 3                          | 0                          | 1                          | 2                          | 0                          | 3                          |
| 2015  | Dyskwalifikacja            | Dyskwalifikacja            | Dyskwalifikacja            | Dyskwalifikacja            | Dyskwalifikacja            | Dyskwalifikacja            | Dyskwalifikacja            |
| 2019  | Nie zakwalifikowała się    | Nie zakwalifikowała się    | Nie zakwalifikowała się    | Nie zakwalifikowała się    | Nie zakwalifikowała się    | Nie zakwalifikowała się    | Nie zakwalifikowała się    |
| 2023  | Nie brała udziału          | Nie brała udziału          | Nie brała udziału          | Nie brała udziału          | Nie brała udziału          | Nie brała udziału          | Nie brała udziału          |
| 2027  | Kwalifikacje do rozegrania | Kwalifikacje do rozegrania | Kwalifikacje do rozegrania | Kwalifikacje do rozegrania | Kwalifikacje do rozegrania | Kwalifikacje do rozegrania | Kwalifikacje do rozegrania |
| Razem | 4/9                        | 10                         | 3                          | 2                          | 8                          | 12                         | 20                         |

### Igrzyska Olimpijskie
Piłkarki Korei Północnej dwa razy zakwalifikowały się na turniej finałowy Igrzysk Olimpijskich. 
| Rok   | Runda                      | M                          | W                          | R                          | P                          | GZ                         | GS                         |
| ----- | -------------------------- | -------------------------- | -------------------------- | -------------------------- | -------------------------- | -------------------------- | -------------------------- |
| 1996  | Nie zakwalifikowała się    | Nie zakwalifikowała się    | Nie zakwalifikowała się    | Nie zakwalifikowała się    | Nie zakwalifikowała się    | Nie zakwalifikowała się    | Nie zakwalifikowała się    |
| 2000  | Nie zakwalifikowała się    | Nie zakwalifikowała się    | Nie zakwalifikowała się    | Nie zakwalifikowała się    | Nie zakwalifikowała się    | Nie zakwalifikowała się    | Nie zakwalifikowała się    |
| 2004  | Nie zakwalifikowała się    | Nie zakwalifikowała się    | Nie zakwalifikowała się    | Nie zakwalifikowała się    | Nie zakwalifikowała się    | Nie zakwalifikowała się    | Nie zakwalifikowała się    |
| 2008  | Faza grupowa               | 3                          | 1                          | 0                          | 2                          | 2                          | 3                          |
| 2012  | Faza grupowa               | 3                          | 1                          | 0                          | 2                          | 2                          | 6                          |
| 2016  | Nie zakwalifikowała się    | Nie zakwalifikowała się    | Nie zakwalifikowała się    | Nie zakwalifikowała się    | Nie zakwalifikowała się    | Nie zakwalifikowała się    | Nie zakwalifikowała się    |
| 2020  | Zrezygnowała z udziału     | Zrezygnowała z udziału     | Zrezygnowała z udziału     | Zrezygnowała z udziału     | Zrezygnowała z udziału     | Zrezygnowała z udziału     | Zrezygnowała z udziału     |
| 2024  | Nie zakwalifikowała się    | Nie zakwalifikowała się    | Nie zakwalifikowała się    | Nie zakwalifikowała się    | Nie zakwalifikowała się    | Nie zakwalifikowała się    | Nie zakwalifikowała się    |
| 2028  | Kwalifikacje do rozegrania | Kwalifikacje do rozegrania | Kwalifikacje do rozegrania | Kwalifikacje do rozegrania | Kwalifikacje do rozegrania | Kwalifikacje do rozegrania | Kwalifikacje do rozegrania |
| 2032  | Kwalifikacje do rozegrania | Kwalifikacje do rozegrania | Kwalifikacje do rozegrania | Kwalifikacje do rozegrania | Kwalifikacje do rozegrania | Kwalifikacje do rozegrania | Kwalifikacje do rozegrania |
| Razem | 2/8                        | 6                          | 2                          | 0                          | 4                          | 4                          | 9                          |

### Puchar Azji
Północnokoreańskiej drużynie 10 razy udało się zakwalifikować do finałów Pucharu Azji. Trzykrotnie triumfowała w tych rozgrywkach.
| Rok   | Runda                      | M                          | W                          | R                          | P                          | GZ                         | GS                         |
| ----- | -------------------------- | -------------------------- | -------------------------- | -------------------------- | -------------------------- | -------------------------- | -------------------------- |
| 1975  | Nie brała udziału          | Nie brała udziału          | Nie brała udziału          | Nie brała udziału          | Nie brała udziału          | Nie brała udziału          | Nie brała udziału          |
| 1977  | Nie brała udziału          | Nie brała udziału          | Nie brała udziału          | Nie brała udziału          | Nie brała udziału          | Nie brała udziału          | Nie brała udziału          |
| 1979  | Nie brała udziału          | Nie brała udziału          | Nie brała udziału          | Nie brała udziału          | Nie brała udziału          | Nie brała udziału          | Nie brała udziału          |
| 1981  | Nie brała udziału          | Nie brała udziału          | Nie brała udziału          | Nie brała udziału          | Nie brała udziału          | Nie brała udziału          | Nie brała udziału          |
| 1983  | Nie brała udziału          | Nie brała udziału          | Nie brała udziału          | Nie brała udziału          | Nie brała udziału          | Nie brała udziału          | Nie brała udziału          |
| 1986  | Nie brała udziału          | Nie brała udziału          | Nie brała udziału          | Nie brała udziału          | Nie brała udziału          | Nie brała udziału          | Nie brała udziału          |
| 1989  | Faza grupowa               | 3                          | 1                          | 0                          | 2                          | 6                          | 7                          |
| 1991  | IV miejsce                 | 6                          | 3                          | 1                          | 2                          | 25                         | 2                          |
| 1993  | II miejsce                 | 5                          | 3                          | 1                          | 1                          | 18                         | 4                          |
| 1995  | Nie brała udziału          | Nie brała udziału          | Nie brała udziału          | Nie brała udziału          | Nie brała udziału          | Nie brała udziału          | Nie brała udziału          |
| 1997  | II miejsce                 | 5                          | 3                          | 0                          | 2                          | 24                         | 6                          |
| 1999  | III miejsce                | 6                          | 4                          | 1                          | 1                          | 28                         | 8                          |
| 2001  | I miejsce                  | 6                          | 6                          | 0                          | 0                          | 53                         | 1                          |
| 2003  | I miejsce                  | 6                          | 5                          | 1                          | 0                          | 50                         | 3                          |
| 2006  | III miejsce                | 6                          | 4                          | 1                          | 1                          | 16                         | 3                          |
| 2008  | I miejsce                  | 5                          | 5                          | 0                          | 0                          | 14                         | 1                          |
| 2010  | II miejsce                 | 5                          | 3                          | 7                          | 2                          | 6                          | 3                          |
| 2014  | Dyskwalifikacja            | Dyskwalifikacja            | Dyskwalifikacja            | Dyskwalifikacja            | Dyskwalifikacja            | Dyskwalifikacja            | Dyskwalifikacja            |
| 2018  | Nie zakwalifikowała się    | Nie zakwalifikowała się    | Nie zakwalifikowała się    | Nie zakwalifikowała się    | Nie zakwalifikowała się    | Nie zakwalifikowała się    | Nie zakwalifikowała się    |
| 2022  | Zrezygnowała z udziału     | Zrezygnowała z udziału     | Zrezygnowała z udziału     | Zrezygnowała z udziału     | Zrezygnowała z udziału     | Zrezygnowała z udziału     | Zrezygnowała z udziału     |
| 2026  | Kwalifikacje do rozegrania | Kwalifikacje do rozegrania | Kwalifikacje do rozegrania | Kwalifikacje do rozegrania | Kwalifikacje do rozegrania | Kwalifikacje do rozegrania | Kwalifikacje do rozegrania |
| Razem | 10/20                      | 53                         | 37                         | 6                          | 10                         | 241                        | 37                         |